# 五島市立大浜小学校
五島市立大浜小学校（ごとうしりつ おおはましょうがっこう）は、長崎県五島市小泊（おどまり）町にあった公立小学校。
2024年（令和6年）3月末をもって閉校し、五島市立本山小学校へ統合された。

## 概要
歴史
1874年（明治7年）に「福江小学校大浜分校」として創立。1880年（明治13年）に独立。創立年数は独立年（1880年）を起点として計算されており、2024年（令和6年）3月末をもって閉校し、その歴史に幕を下ろした。

校章
校名の「大」の文字を図案化したものを背景にして中央に「小」の文字を置いている。
校歌
現校歌は1959年（昭和34年）に制定。作詞は中田秀夫、作曲は松尾政彦による。歌詞は3番まであり、各番に「大浜小」が登場する。
校区
住所表記で五島市の後に「浜町、小泊町、増田町」が続く地区。中学校区は五島市立翁頭中学校。

## 沿革
- 1871年（明治4年）- 廃藩置県により福江県に属することとなる。福江県は間もなく長崎県に編入される。
- 1872年（明治5年）7月 - 学制が頒布される。
- 1874年（明治7年）11月1日 -「第五大学区第五中学区長崎県管下松浦郡福江小学校 大浜分校」が開校。黄島（おうしま）に分教場を設置。
- 1877年（明治10年）- 暴風雨で校舎が倒壊。小泊郷字古園328番地（現在地）苗代官役所の殻蔵に移転。
- 1878年（明治11年）- 郡制の施行により、松浦郡は東西南北の4郡に分割され南松浦郡に属することとなる。学区は南松浦郡福江部に属する。
- 1880年（明治13年）- 教育令の施行により、福江小学校から分離し「大浜学区公立下等大浜小学校」として独立。
- 1882年（明治15年） - 児童数の増加により浜郷字中野に校舎を新築。中等科を設置し「大浜学区公立中等大浜小学校」に改称。黄島分教場を黄島分校とする。
- 1886年（明治19年）9月 - 小学校令の施行により、尋常科を設置の上「尋常大浜小学校」に改称。修業年限を4年とする。
  - 黄島分校が分離し、「簡易黄島小学校[2]」として独立。
  - この年、福江村に長崎県第十八高等小学校が設置される。
- 1889年（明治22年）4月 - 町村制の施行により、南松浦郡大浜村立の小学校となる。
- 1892年（明治25年）11月 - 増田郷字岡田に増田分教場を設置。
- 1893年（明治26年）
  - 4月 - 小学校令の改正により「大浜尋常小学校」に改称（「尋常」の位置が変わる）。
  - 7月 - 福江村にあった長崎県第十八高等小学校が廃止される。
  - 11月 - 廃止された第十八高等小学校に代わり、五ヶ村[3]組合立福江高等小学校が開校。
- 1899年（明治32年）5月 - 本校2学級（複式）・増田分教場1学級（複式）、計3学級編成とする。
- 1900年（明治33年）
  - 3月 - 福江高等小学校を運営する組合から大浜村が脱退。
  - 4月 - 高等科を併置し「大浜尋常高等小学校」に改称（尋常科4年・高等科4年）。
- 1902年（昭和35年）5月 - 校舎改築のため、尋常科の授業を熊野神社、高等科の授業を塩津神社、裁縫科の授業を来迎院で行う。
- 1903年（昭和36年）11月 - 新校舎が完成し移転を完了。分散授業を終了。
- 1908年（明治41年）4月 - 小学校令の改正により、義務教育年限（尋常科の修業年限）が4年から6年に延長される。
  - 修業年限が「尋常科4年・高等科4年」から「尋常科6年・高等科2年」に変更される。
  - 旧高等科1年を尋常科5年に、旧高等科2年を尋常科6年に、旧高等科3年を高等科1年に、旧高等科4年を高等科2年に振り替える。
- 1910年（明治43年）2月 - 1教室を増築。
- 1912年（明治45年）2月 - 大浜実業補習学校（修業年限2年）を併設。
- 1917年（大正6年）7月 - 運動場が整備される。
- 1920年（大正9年）3月 - 校内に大浜村立図書館が設置される。
- 1938年（昭和13年）4月 - 増田分教場を廃止。
- 1935年（昭和10年）- 青年学校令の施行により、併設の大浜実業補習学校が「大浜青年学校」となる。
- 1941年（昭和16年）4月1日 - 国民学校令の施行により、「大浜村大浜国民学校」に改称。尋常科を初等科に改める（初等科6年・高等科2年）。
- 1947年（昭和22年）4月1日 - 学制改革（六・三制の実施）が行われる。
  - 旧・大浜国民学校の初等科が改組され、「大浜村立大浜小学校」となる。
  - 旧・大浜国民学校の高等科と青年学校の普通科が改組され、大浜村立大浜中学校（新制中学校）となり、当面の間小学校に併設される。
- 1949年（昭和24年）4月 - 大浜中学校が隣村の本山中学校と統合され、本山大浜両村組合立翁頭中学校となったため、併設を解消。
- 1954年（昭和29年）4月1日 - 町村合併・市制施行により、「福江市立大浜小学校」に改称。
- 1955年（昭和30年）4月 - 児童数が最大328名（9学級）を記録。
- 1957年（昭和32年）7月 - 2教室を増築。
- 1959年（昭和34年）
  - 6月 - 運動場を拡張。
  - 8月 - 2教室を増築。
  - 9月 - 校歌を制定。
- 1967年（昭和42年）1月 - 鉄筋コンクリート造3階建ての新校舎が完成。
- 1979年（昭和54年）
  - 5月 - 体育館が完成。
  - 10月 - 福江小学校から独立した1880年（明治13年）を起点として創立100周年記念式典を挙行。
- 1984年（昭和59年）3月 - 特別教室を増築。
- 1990年（平成2年）12月 - 校舎の大規模改修工事を完了。
- 1993年（平成5年）3月 - プールが完成。
- 2004年（平成16年）8月1日 - 市町村合併により、「五島市立大浜小学校」（現校名）へ改称。
- 2024年（令和6年）3月31日 - 五島市立本山小学校への統合により、閉校。

## 交通アクセス
最寄りのバス停
- 五島自動車（五島バス）「大浜農協前」バス停

最寄りの道路
- 長崎県道49号福江富江線

## 周辺
- 大浜財産区管理センター
- JAごとう大浜出張所
- 五島自動車学校
- 大浜郵便局
- 熊野神社
- 来迎院（高野山真言宗）

## 参考資料
- 「福江市史 上巻」（1995年（平成7年）3月31日, 福江市）第3編 教育・文化、第2章 学校教育、第2節 学校の沿革と現況 p. 388